# Avengers in Galactic Storm
Avengers in Galactic Storm (アベンジャーズ・イン・ギャラクティックストーム) es un videojuego de lucha arcade de 1995 desarrollado y publicado por Data East. Este se caracteriza por ser de un jugador en modo historia y multijugador en modo uno versus uno, fue el primer juego moderno de la lucha en presentar personajes comúnmente conocidos por los jugadores, ya sean como "helpers" o "strikers" (ayudantes y luchadores). El juego está basado en los personajes del universo Marvel, sobre todo en Los Vengadores, como también en los Kree. La trama del juego y la lista de personajes jugables se basa en Operation: Galactic Storm.

## Jugabilidad
Avengers in Galactic Storm es sobre todo de temática espacial y se juega de manera similar a otros juegos de 2D versus lucha durante su lanzamiento, que el personaje del jugador lucha contra su oponente en los mejores dos de tres partidos en un solo jugador modo torneo con la computadora o contra otro jugador humano. El jugador tiene una lista de personajes de ocho luchadores jugables para elegir, cada uno con sus movimientos y estilos de lucha de los cómics. La principal característica única de Avengers in Galactic Storm es la lista de personajes asistentes. Los jugadores eligen tanto un personaje jugable como un asistente con el que luchar antes de continuar con el modo seleccionado. Hay tres tipos de barras sobre los segmentos de lucha: salud, poder y asistente. Si la barra de salud se vacía, ese personaje queda eliminado. Si la barra de poder se llena, ese personaje ahora tiene la oportunidad de realizar movimientos de desesperación. Si una de las dos barras de asistente se llena, ese personaje puede llamar a su asistente para atacar brevemente a su oponente (hasta dos veces) antes de que salgan del escenario.
Hay dos modos en el juego, "Modo historia" y "Modo VS". En el "Modo historia", cuando se selecciona, el jugador tiene que seleccionar uno de los dos "Participantes del medio juego": "Amigo (miembro del equipo)" o "Enemigo (oponente)". Un jugador puede luchar solo o formar equipo con un segundo jugador contra oponentes en este modo. El objetivo de este modo es eliminar varios personajes en orden de aparición a lo largo del arco de la historia "Operación: Tormenta Galáctica". Cada jugador tendrá dos vidas al principio o al continuar. Cuando se complete, el juego obligará a los jugadores a luchar contra personajes previamente combatidos seleccionados al azar y jugados por el jugador de la computadora. Cuando dos jugadores se unen, y cuando las barras de poder de ambos jugadores están llenas, uno de los jugadores puede crear un "movimiento en tándem doblemente poderoso", un movimiento de desesperación dúplex que es otra característica única del juego que más tarde inspira a otros como Marvel vs. Capcom: Clash of Super Heroes y Rage of the Dragons. El "Modo VS" es como la mayoría de los modos multijugador de otros juegos 2D versus juegos de lucha, en los que dos jugadores luchan cara a cara.

## Personajes
Los Vengadores
- Caballero negro
- Capitán América
- Crystal
- Thunderstrike

Los Kree
- Doctor Minerva
- Korath
- Shatterax
- Supremor
- Galenkor

Los personajes asistentes de Los Vengadores son Thor, Iron Man, Vision y Hank Pym. Los personajes asistentes de los Kree son Att-lass, Sentry, Ronan, y Ultimus.

## Recepción
Computer and Video Games calificó el juego como una mejora con respecto al anterior juego de lucha versus de Data East, Fighter's History. Escribieron que los gráficos renderizados en 3D eran tan buenos como los de Killer Instinct, pero llamaron a los fondos "totalmente planos". La revista dijo que el juego no estaba mal, que "tampoco era genial". Un crítico de Next Generation declaró que a pesar de la licencia de los Vengadores, la mecánica de personajes de asistencia innovadora y los gráficos (como computadoras y videojuegos, los comparó favorablemente con los de Killer Instinct), en Golfland observó una gran multitud alrededor del gabinete de Street Fighter Alpha 2 mientras una persona jugaba a Avengers in Galactic Storm. Teorizó que incluso con todas sus atractivas "campanas y silbidos", el juego no podría completarse en un mercado actualmente inundado de juegos de lucha excepcionales debido a su jugabilidad y animaciones de personajes meramente promedio. Lo calificó con 2 de 5 estrellas.